# Akaba (gouvernement)
Het district Akaba (Arabisch: العقبة, Al ‘Aqabah) is een van de twaalf gouvernementen waarin Jordanië is verdeeld. De hoofdstad is Akaba. Het district heeft 101.736 inwoners.

## Nahias
Akaba is verdeeld in drie onderdistricten (Nahia):
1. Al-Aqaba
2. Al-Quwayra
3. Wadi Araba

Ajlun · Amman · Akaba · Balka · Irbid · Jerash · Kerak · Ma'an · Madaba · Mafrak · Tafilah · Zarka